# Gość w dom
Gość w dom – amerykańska komedia z 1995 roku.

## Fabuła
Kevin Franklin (Sinbad) pożycza od lokalnych przestępców dużą sumę pieniędzy. Kiedy okazuje się, że nie może ich oddać, ucieka z Baltimore do Pittsburgha, gdzie podaje się za starego przyjaciela pewnego szanowanego dentysty (Phil Hartman).